# Horex S 64
De Horex S 64 is een motorfiets die het Duitse merk Horex produceerde van 1934 tot 1936.

## Voorgeschiedenis
Horex leverde al sinds 1925 twee zware toermotoren, de Horex T 5 en de Horex T 6, met zijklepmotoren die door hoofdingenieur Hermann Reeb waren ontwikkeld. Voor sportieve rijders had men vanaf 1928 Britse Sturmey-Archer-kopklepmotoren ingekocht, maar die situatie veranderde in 1933, toen de Nationaalsocialistische Duitse Arbeiderspartij importbeperkingen invoerde om de eigen industrie te beschermen. Nu moest Reeb zelf nieuwe motorblokken voor de sportmodellen bouwen. Hij probeerde het aanvankelijk met paralleltwins, de 600cc-Horex S 6 en de 800cc-Horex S 8, die in 1933 op de markt kwamen. Deze modellen waren erg vooruitstrevend: tweecilinders met een bovenliggende nokkenas, maar ze bleken niet betrouwbaar en de verkoop verliep slecht. 

## Horex S 64
Het geringe succes van de S 6 en de S 8 dwong directeur Fritz Kleemann om een goedkoper model uit te brengen. Het werd een 600cc-eencilinder, die toch heel modern was want het werd een kopklepper met vier kleppen, opgebouwd op het carter van de oude T 6-zijklepper. Daarmee was het de eerste Duitse vierklepper die in serie werd geproduceerd. Van de type-aanduiding S 64 stond de "S" voor "Sport", de "6" voor "600 cc" en de "4" voor de vier kleppen. Van de T 6 herkende men nog de nokkenasaandrijving via tandwielen, maar de motor was toch flink gewijzigd. De boring groeide van 80 mm naar 85 mm en de slag kromp van 117,5 mm naar 103,5 mm, waardoor de motor "vierkanter" werd. Aanvankelijk zat de bougie aan de voorkant van de cilinderkop, tussen de beide uitlaatkleppen, maar dat leidde vooral bij zijspangebruik tot een slechte verbranding en veel warmteontwikkeling. Reeb probeerde dit op te lossen door grotere koelribben aan tussen de kleppen te maken, maar dat werkte niet. De cilinderkoppen scheurden tussen de beide uitlaatkleppen. Uiteindelijk plaatste Reeb de bougie centraal, waarmee het probleem tijdelijk was opgelost. Dit waren nog cilinderkoppen met buitenliggende kleppen. De productie van de S 64 werd al na twee jaar beëindigd. Hoewel het een mooie en met 24 pk ook sterke machine was die geprezen werd om haar soepele loop zat ze opnieuw in het dure segment, met concurrentie van de BMW R 17 en de Zündapp K 600 en KS 500. Ook die merken hadden het moeilijk, want de Duitse markt werd vooral beheerst door lichte en goedkope machines van NSU en DKW en inbouwmotoren van ILO en Sachs. Van de Horex S 64 werden minder dan 1.000 exemplaren verkocht.